# Герб Скелівки
Герб Скелівки — офіційний символ села Скелівка, Самбірського району Львівської області, затверджений 30 серпня 1996 року рішенням сесії Скелівської сільської ради.
Автор — А. Гречило.

## Опис
У синьому полі золота куля, в яку зверху скошено увіткнуті два срібні мечі із золотими руків'ями.

## Зміст
Містечко Фельштин (від 1945 р. — Скелівка) ще з ХVІ ст. використовувало на своїх печатках видозміну герба Гербуртів, які були його засновниками і сприяли подальшому розвитку. Цей сюжет збережено в сучасному гербі та прапорі.
Щит увінчано червоною міською короною, що вказує на село, яке давніше було містечком.